# Cíborg
Un cíborg és una persona a la qual li ha estat incorporat o implantat un aparell electrònic com una part més del seu organisme o com una extensió dels seus sentits. La paraula "ciborg" neix de la combinació dels mots "organisme" i "cibernètic" en anglès (de l'acrònim cyborg: de cyber [ 'cybernetic'] i organism ['organisme'], 'organisme cibernètic') Es tracta d'una criatura composta d'elements orgànics i dispositius cibernètics, generalment amb la intenció de millorar les capacitats de la part orgànica mitjançant l'ús de tecnologia.
Segons algunes definicions del terme, els vincles físics que la humanitat té amb les tecnologies més bàsiques, ja els han convertit en ciborgs. Per exemple, un ésser humà amb un marcapassos cardíac artificial o desfibril·lador implantable seria considerat un ciborg, ja que aquests dispositius mesuren els potencials de tensió al cos, realitzen processaments de senyal i poden proporcionar estímuls elèctrics, mitjançant aquest mecanisme de retroalimentació sintètica. Els implants, especialment els implants coclears, que combinen la modificació mecànica amb qualsevol tipus de resposta de retroalimentació, són també millores del ciborg. Les modificacions com ara les lents de contacte, els audiòfons, els telèfons intel·ligents o les lents intraoculars són alguns dels exemples que doten els humans de tecnologia per millorar les seves capacitats biològiques. A causa de la presència actual i en augment dels ciborgs, alguns teòrics han argumentat que cal desenvolupar noves definicions de l'envelliment i, per exemple, s'ha suggerit una definició biotecnològica de l'envelliment.
El terme també s'ha utilitzat per tractar temes sobre la confluència de la tecnologia humana. Això no només inclou peces de tecnologia com els telèfons, ordinadors, Internet, etc., sinó també artefactes que popularment no es poden considerar tecnologia; per exemple, un llapis i paper, la parla i el llenguatge. Quan s'incrementa amb aquestes tecnologies i es connecta amb la comunicació amb persones d'altres temps i llocs, una persona arriba a ser capaç de fer molt més del que era abans. Un exemple és un ordinador, que guanya energia mitjançant l'ús de protocols d'Internet per connectar-se amb altres equips. Un altre exemple, que cada cop té més rellevància, és un humà assistit per bot o un assistent virtual per humans, que s'utilitza per facilitar la vida diària dels usuaris. Les tecnologies cibernètiques inclouen autopistes, canonades, cablejat elèctric, edificis, plantes elèctriques, biblioteques i altres infraestructures que difícilment notem, però que són parts fonamentals de la cibernètica en què treballem.

## Orígens
El concepte de l'híbrid home-màquina va ser generalitzat en la ciència-ficció abans de la Primera Guerra Mundial.
A The Man That Was Used Up (1839), Edgar Allan Poe, per exemple, va descriucre a John A. B. C. Smith, un heroi de guerra amb un cos compost de múltiples pròtesi.

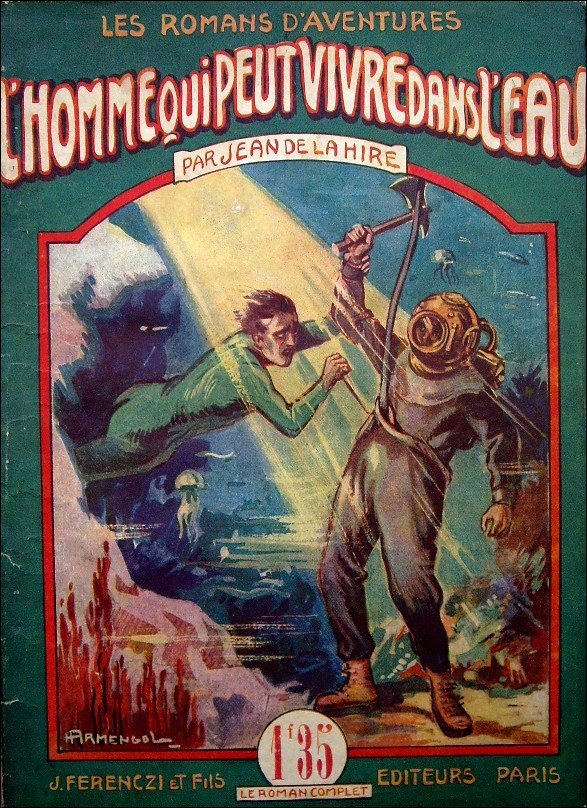
Nyctalope, considerat el primer superheroi i primer ciborg literari.

El 1910, l'escriptor francès Jean de la Hire presenta a Nyctalope, per a alguns el primer superheroi i també el primer ciborg literari, en la novel·la L'homme qui peut vivre dans l'eau.
Per la seva banda, a The Comet Doom (1928), el nord-americà Edmon Hamilton descriu exploradors espacials que els seus cossos combinen parts orgàniques i mecàniques. Aquest mateix autor és conegut pel peculiar cervell vivent i parlant d’un vell científic, sempre surant en un receptacle transparent, que acompanya el superheroi Captain Future (1939). Més endavant, Hamilton utilitza el terme de manera explícita en el conte After a Judgmente Day (1962) per referir-se als "les còpies mecàniques d'humans" anomenats "Charlies", explicant que "ciborgs és com se'ls havia anomenat, des del primer dels anys seixanta, organismes cibernètics"
Al conte No Woman Born (1944), C. L. Moore va escriure sobre Deirdre, una ballarina, de la qual el seu cos es va cremar completament i el cervell es va col·locar en un cos mecànic sense rostre, però bell i flexible.
El terme 'cíborg' va ser encunyat el 1960 per Manfred E. Clynes i Nathan S. Kline, directors científics del laboratori de simulació dinàmica del Rockland State Hospital de Nova York, per referir-se a un organisme biològic al qual s'han afegit implants nanotecnològics o cibernètics per substituir algun òrgan o per potenciar alguna de les seves capacitats, i amb els quals el seu cos interacciona de manera bidireccional. El terme va aparèixer per primera vegada en forma impresa, 5 mesos abans, quan The New York Times va reportar sobre els aspectes psicofisiològics de l'Espai Simposi de vol on Clynes i Kline van presentar per primera vegada el seu paper: «un ciborg és essencialment un sistema home-màquina en el qual els mecanismes de control de la porció humana són modificats externament per medicaments o dispositius de regulació perquè l'ésser pugui viure en un entorn diferent al normal ». Segons aquesta definició i la connexió física i metafísica de la humanitat amb la tecnologia, una persona amb un marcapassos, que no sobreviuria sense aquest giny, és un cíborg. O una persona sorda amb un implant coclear que li permet sentir-hi a través d’un micròfon extern connectat al seu nervi auditiu, o que porti una lent intraocular, i, fins i tot, arribats a l'extrem, qui porti lentilles o ulleres, especialment si són de realitat augmentada, com les que aviat estaran a la venda i que permeten veure l'entorn amb informació addicional, per exemple procedent d’internet.
A finals del segle xx, la imatge del ciborg de no ser ni humà ni màquina, ni home ni dona, va ser recuperat per autores ciberfeministes, com Donna Haraway en el seu El Manifest Cyborg. El terme cyborg no és el mateix que bionic, biorobot o android; sinó que s'aplica a un organisme que té funcions restaurades o habilitats millorades a causa de la integració d'algun component artificial o tecnologia que es basa en algun tipus de retroalimentació. Tot i que se sol considerar que els ciborgs són mamífers, inclosos els humans, també es podria concebre que sigui qualsevol tipus d’organisme.

## Intents de ciborgització
La ciborgització implica la instal·lació de tecnologia en els cossos dels usuaris.
Es considera que les armadures de l'Edat Mitjana, que incrementaven la resistència física dels seus portadors, o les mans de ganxo i les cames de fusta dels pirates haurien de ser considerats predecessors dels cíborgs.
Però l’inici dels cíborgs moderns cal datar-lo a l’any 1978, quan es va implantar un xip al cervell d’una persona cega que rebia els senyals d’un ull artificial i li generava sensació de llum i foscor. Un dels primers científics a crear una interfície cerebral en funcionament per restaurar la vista va ser l’investigador privat William Dobelle. El primer prototip de Dobelle es va implantar a "Jerry", un home cegat en l'edat adulta, el 1978. Es va implantar a l’ull de Jerry un BCI de matriu única que contenia 68 elèctrodes escorça visual i va aconseguir produir fosfens, la sensació de veure la llum. El sistema incloïa càmeres muntades sobre ulleres per enviar senyals a l’implant. Inicialment, l’implant va permetre a Jerry veure matisos de gris en un camp de visió limitat a una freqüència de fotogrames baixa. Això també requeria que estigués connectat a un equip central de dues tones, però l'electrònica reduïda i els ordinadors més ràpids van fer que el seu ull artificial fos més portàtil i li permetés fer tasques senzilles sense ajuda.
El 1997, Philip Kennedy, científic i metge, va crear el primer ciborg humà del món, Johnny Ray, un veterà del Vietnam que va patir un ictus. El cos de Ray, com l'anomenaven els metges, estava "tancat". Ray va voler recuperar la seva vida antiga, de manera que va acceptar l'experiment de Kennedy. Kennedy va incrustar un implant que va dissenyar (i va anomenar "elèctrode neurotròfic") a prop de la part del cervell de Ray perquè Ray pogués tenir algun moviment al cos. La cirurgia va funcionar amb èxit, però el 2002 va morir Johnny Ray.
Un altre exemple de com els éssers humans hem assolit ja l'estadi de cíborg modern el constitueix el cas de K. Warwick, el professor de cibernètica de la Universitat de Reading: el 1998 se li va implantar un xip RFID sota la pell amb el qual va ser capaç de controlar les portes elèctriques i els llums de casa, i un segon xip amb el qual va moure un braç robòtic que era a milers de quilòmetres de distància a través d’internet. L'objectiu era posar a prova la comunicació entre un implant i diferents sistemes. En el departament de Cibernètica de la universitat on treballava es van instal·lar antenes que eren capaces de rebre la informació de l'xip inserit sota la pell i dins d'una càpsula de vidre. L'ordinador que rebia la informació de les antenes va traçar durant els 9 dies que va durar l'experiment els moviments de Warnick pel departament, el saludava a l'entrar a l'edifici i fins i tot li podia obrir la porta i encendre la llum a l'notar la seva presència. Després d'aquest projecte que es va denominar Cyborg 1.0, van arribar altres. A diferència de les tecnologies de reemplaçament, el 2002, sota el títol de Projecte Cyborg 2.0, un científic britànic, Warnick va anar més enllà i va aconseguir que li implantessin, després de dues hores d'intervenció, una interfície neuronal consistent en 100 elèctrodes connectats als nervis de el braç que farien de pont per recollir la informació a el mateix temps que era enviada a el cervell. Amb ella, Warnick volia convertir el senyal analògic dels nervi, al fer moviments amb el braç, a un senyal digital que pogués gestionar amb un ordinador. Aquesta segona prova va tornar a ser un èxit. En col·laboració amb el doctor Peter Kyberd, el sistema nerviós de el braç de Warnick es va connectar a Internet i va ser capaç de controlar un braç artificial situat a Anglaterra des de Nova York, així com obtenir resposta dels sensors d'aquest braç. Warnick, després d’haver demostrat que en el futur, el cos i cervell no haurien de per què estar junts, va anar un pas més enllà. A la seva dona se li va implantar un sistema similar a el seu per tal d'analitzar la comunicació directa i distància de dos sistemes nerviosos de humans. També va sortir com Warnick esperava, quan la seva dona movia el braç, ell rebia aquesta informació. En el futur, Warnick no descarta connectar dos cervells humans perquè ni tan sols sigui necessari parlar-se. Només pensar el que volem dir. Més enllà de l'imaginari de la ciència-ficció, Kevin Warwick és potser la figura més important en el desenvolupament d'una veritable unió entre l'humà i la màquina.
El 2002, el canadenc Jens Naumann, també cegat en l'edat adulta, es va convertir en el primer d'una sèrie de 16 pacients que pagaven a rebre l'implant de segona generació de Dobelle, marcant un dels primers usos comercials dels BCI. El dispositiu de segona generació utilitzava un implant més sofisticat que permet una millor assignació de fosfens en una visió coherent. Els fosfens s'estenen pel camp visual en el que els investigadors anomenen efecte nit estrellada. Immediatament després del seu implant, Naumann va poder utilitzar la seva visió imperfectament restaurada per conduir lentament per la zona d’aparcament de l’institut de recerca.
Rob Spence, un cineasta amb seu a Toronto, que es titula a si mateix com un "Eyeborg" de la vida real, es va danyar greument l'ull dret en un accident de trets a la granja del seu avi quan era un nen. Molts anys després, el 2005, va decidir retirar-se quirúrgicament el seu ull cada vegada més deteriorat i tècnicament cec, qual cosa va portar un pegat ocular durant un temps abans que instal·lés una càmera. Per això va contactar amb el professor Steve Mann de l'Institut Tecnològic de Massachusetts, un expert en informàtica portable i tecnologia cyborg.

Així que al 2009 neix la idea de l'Eyeborg amb l’ objectiu d’ implantar a Spence un ull protèsic que inclogués una càmera de vídeo. Sota la guia de Mann, Spence, va crear un prototip en forma de càmera en miniatura que es podia col·locar dins del seu ull protètic; un invent arribaria a ser nomenat per la revista Time com un dels millors invents del 2009. L'ull biònic registra tot el que veu i conté una càmera de vídeo de baixa resolució d'1,5 mm quadrada, una petita placa de circuit imprès rodona, un vídeo sense fils transmissor, que li permet transmetre el que està veient en temps real a un ordinador, i una microbateria Varta recarregable de 3 voltatges. A més, Spence també ha instal·lat una llum LED semblant al làser en una versió del prototip. Tanmateix, no va buscar reemplaçar la visió d'aquest ull perdut sinó donar-li una nova utilitat: la possibilitat de gravar des del seu punt de vista. Rob va tenir des del principi molta col·laboració, i el primer prototip va ser creat per l'oculista Phil Bowen, que va dissenyar un ull amb una zona específica per a albergar la part electrònica. El següent pas el va donar l'enginyer Kosta Grammatis, que a crear un ull artificial que incloïa per primera vegada una càmera de vídeo. Ja amb la col·laboració de l'fabricant Rf-links es va aconseguir l'ull definitiu capaç d'enviar sense fils la imatge a un receptor. Només faltava la bateria i unir totes les peces de manera que funcionés. Martin Ling va ser qui al final va aconseguir donar-li vida a l'Eyeborg, que ara busca passar desapercebut i confondre amb un ull tradicional.

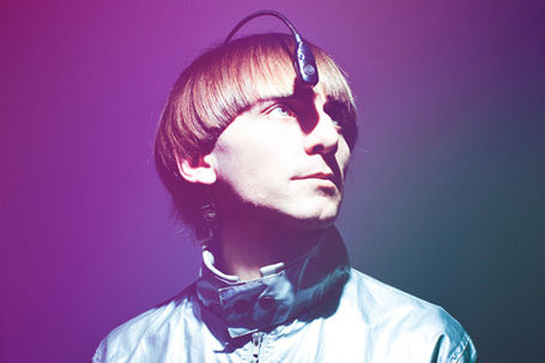
Neil Harbisson amb la seva antena que el categoritza com a cíborg.

Des del 2004, l'artista britànic Neil Harbisson té una antena de cyborg implantada al cap que li permet estendre la seva percepció dels colors més enllà de l'espectre visual humà mitjançant vibracions al crani. De fet, va ser el primer ciborg reconegut pel Govern britànic.Aquest va aconseguir aparèixer amb el seu ull artificial a la foto del passaport on es confirma el seu estat de ciborg. No va ser una tasca senzilla, i va necessitar d'un informe mèdic que corroborés la seva teoria: que el seu ull artificial no era un afegit sinó que ja formava part del seu cos i ho necessitava. Aquesta integració les 24 hores del dia i que hagi fet fonamental el Eyeborg en la seva vida són els dos valors que col·loquen a Harbisson, un artista britànic però resident a Barcelona, com un cyborg ideal. Aquest Eyeborg va ser ideat per ell mateix el 2003 conjuntament amb un altre britànic, Adam Montandon. Es tracta d'un sensor i una antena, col·locats al cap, i connectats un xip que Harbisson porta al clatell i on es produeix la conversió de les freqüències de la llum percebuda pel sensor, en freqüències audibles que viatgen pels ossos de l' crani.Aquest invent solucionava un problema de naixement de Harbisson, acromatòpsia, el qual li impedia "veure" els colors i tot al seu voltant només es mostrava davant els seus ulls en blanc i negre. Amb el Eyeborg era capaç d'escoltar els colors (inicialment 06:00 però ha arribat als 360), el que ell ha considerat sempre com un nou sentit guanyat gràcies a la tecnologia. Aquesta idea de nou sentit l'ha assimilat també el seu cervell, que com a òrgan molt plàstic, s'ha adaptat i facilitat a Harbisson escoltar colors com una cosa normal. El 2012 a TEDGlobal, Harbisson va explicar que va començar a sentir-se cyborg quan es va adonar que el programari i el seu cervell s'havien unit i li van donar un sentit addicional. Neil Harbisson és cofundador de la Cyborg Foundation 2010 i va cofundar la Transpecies Society el 2017, que és una associació que dona poder als individus amb identitats no humanes i els dona suport en les seves decisions per desenvolupar sentits i nous òrgans. D'aquesta manera, Neil Harbisson és un defensor mundial dels drets dels cíborgs.
Com en el cas de Harbisson, poden semblar simples jocs científics, però la seva utilitat és immensa. Pensem, per exemple, en els aproximadament 60 milions de persones a tot el món que es calcula que han perdut la capacitat de caminar, afectades per malalties o lesions neuromusculars, paràlisi cerebral o espina bífida. De manera similar, el nombre de persones que han patit l’amputació d’un membre o que han nascut congènitament sense supera de llarg els 10 milions. En aquests contextos, l’ús d’estructures mecàniques que actuïn d’esquelet extern –exoesquelet– o de pròtesis cibernètiques per suplir els membres afectats, convenientment connectades als nervis de la persona o directament a la seva escorça cerebral a través d’un xip per rebre els impulsos elèctrics adequats que en controlin el moviment precís, ja comença a ser una realitat tangible. En aquest sentit, per exemple, s'ha assajat amb èxit l’anomenat BMI (Brain-machine interface), un petit xip que, implantat al cervell, recull, descodifica i transmet els impulsos que emet l’anomenada C-Leg, una utilíssima pròtesi de cama que permet realitzar moviments com si fos l’'original. El sistema desenvolupat per Otto Bock HealthCare s'utilitza per substituir una cama humana que ha estat amputada a causa de lesions o malalties. L'ús de sensors a la C-Leg artificial ajuda a caminar significativament intentant replicar la marxa natural de l'usuari. Algunes consideren que pròtesis com el C-Leg i el iLimb més avançat són els primers passos reals cap a la propera generació d'aplicacions de cyborg del món real. A més, els implants coclears i els implants magnètics que proporcionen a les persones la sensació de considerar-se cíborgs.
A més, se sap que existeixen molts cíborgs amb microxips multifuncionals injectats a la mà. Amb les fitxes són capaços de lliscar targetes, obrir o desbloquejar portes, operar dispositius com ara impressores o, amb alguns que utilitzen una criptomoneda, comprar productes, com ara begudes, amb un gest de mà.

### bodyNET
bodyNET és una aplicació de la interacció humà-electrònica actualment en desenvolupament per investigadors de la Universitat Stanford. La tecnologia es basa en elàstics semiconductors materials (Elastronic). Segons el seu article publicat a Nature, la tecnologia es compon de dispositius intel·ligents, pantalles i una xarxa de sensors que es poden implantar al cos, teixir-se a la pell o portar-se com a roba. S'ha suggerit que aquesta plataforma pot substituir el telèfon intel·ligent en el futur.

### Cíborgs animals
La companyia amb seu als Estats Units, Backyard Brains, va publicar el que anomenen "El primer cyborg comercial disponible al món" anomenat RoboRoach. El projecte es va iniciar a la Universitat de Michigan com projecte de disseny sènior per a estudiants d'enginyeria biomèdica el 2010 i es va llançar el producte beta el 25 de febrer de 2011. El RoboRoach es va llançar oficialment a la producció mitjançant una xerrada TED, i a través del lloc web de crowdsourcing Kickstarter el 2013. El kit permet als estudiants utilitzar la microestimulació per controlar momentàniament els moviments d’una panerola caminant (esquerra i dreta) mitjançant un telèfon intel·ligent compatible amb bluetooth com a controlador.
Altres grups han desenvolupat insectes ciborgs, inclosos investigadors de la North Carolina State University, UC Berkeley, i Nanyang Technological University, Singapur, però el RoboRoach va ser el primer kit disponible per al públic en general i va ser finançat per l' Institut Nacional de Salut Mental com a dispositiu una ajuda docent per promoure l'interès per les neurociències. Diverses organitzacions de benestar animal, incloses la RSPCA i PETA han expressat la seva preocupació sobre l'ètica i el benestar dels animals en aquest projecte.
A finals de la dècada de 2010, els científics han creat meduses cíborg mitjançant una pròtesi microelectrònica que impulsa l’animal a nedar gairebé tres vegades més ràpidament mentre utilitza només el doble de l'energia metabòlica dels seus companys sense modificar. Cal destacar sobre la preocupació ètica, que aquestes pròtesis poden ser eliminades sense danyar les meduses.

## El cíborg en la societat

### En finances
A causa d'avenços en les tecnologies de la informació, inversors humans han estat capaços d'utilitzar ordinadors per participar en operacions a una major velocitat. Les finances en l'actualitat s'estan veient afectades en part pels éssers humans i en part per les màquines, de manera que ara es defineix com "finança cíborg". El nou inversor cíborg és diferent de les concepcions anteriors a causa que aquesta nova concepció és més ràpida, es veu una major orientació a les dades automatitzades, al seu torn una major quantitat d'informació. Una característica clau de la "finança cíborg" és l'ús d'ordinadors veritablement ràpids i poderosos per analitzar i executar oportunitats comercials basades en models matemàtics complexos.

### En medicina
En medicina, hi ha dos tipus de cíborg: els de restauració i els de millora.
Les tecnologies de restauració s'encarreguen de "restaurar funcions perdudes, òrgans i extremitats". L'aspecte clau de la "ciborgizació" restaurativa és la reparació de processos tant trencats o que falten per revertir-i convertir-los a un nivell de funció saludable o a un nivell mitjà. No hi ha cap millora a les facultats originals i els processos perduts.
D'altra banda, el cíborg encarregat de millora "segueix un principi, el principi de rendiment òptim, que consisteix en la maximització de sortida i la minimització de les entrades". Per tant, un cíborg millorat intenta superar els processos normals o fins i tot adquirir noves funcions que originalment no hi eren presents.
Encara que les pròtesis en general suplementen cossos danyats o perduts amb la integració d'un artifici mecànic. Els implants biònics en medicina permeten que models d'òrgans o parts de el cos siguin capaços d'imitar la funció s'origina d'una manera més exacta. Michael Chorost va escriure un llibre de memòries de la seva experiència amb implants coclears, o oïdes biònics, titulat "Rebuilt: How Becoming Part Computer Made Em More Human". Jesse Sullivan va esdevenir una de les primeres persones que va ser operada d'una extremitat totalment robòtica a través d'un empelt de nervi-múscul, permetent un rang complex de moviments més enllà de les pròtesis anteriorment utilitzades. Pel 2004, un cor artificial completament funcional va ser desenvolupat.
El continu desenvolupament tecnològic de la biònica i la nanotecnologia comença a plantejar preguntes de la millora, i les futures possibilitats de cíborgs que sobrepassen la funcionalitat original de el model biològic. L'ètica i el desig per "pròtesis millorades" han estat debatudes; els seus proponents inclouen el moviment transhumanista, amb la seva creença respecte al fet que les tecnologies emergents poden assistir a la raça humana per al desenvolupament més enllà dels seus presents, limitacions normatives com l'envelliment i les malalties, així com incapacitats més generals, com ho són les limitacions en velocitat, força, resistència i intel·ligència. Els oponents de el concepte descriuen el que creuen que fa als biaixos que impulsen el desenvolupament i l'acceptació d'aquestes tecnologies, és a dir, un biaix cap a la funcionalitat i eficiència que podria obligar a assentir d'una perspectiva de l'ésser humà que resta importància al definir les característiques de les manifestacions actuals sobre humanitat i la persona, a favor de la definició de termes de millores, versions i utilitat.
Una interfície cervell-ordinador, o BCI, proporciona un camí directe de comunicació des del cervell cap a un dispositiu extern, creant efectivament, un cíborg. La investigació dels BCI invasius, que utilitzen elèctrodes implantats directament a la matèria grisa del cervell, s'ha centrat a restaurar la vista danyada a les persones cegues i a proporcionar funcionalitat a les persones paralitzades, sobretot a les persones amb casos greus, com la síndrome de bloquejat. Aquesta tecnologia podria permetre a les persones a qui els falta una extremitat o en cadira de rodes poder controlar els dispositius que els ajuden a través de senyals neuronals enviats des dels implants cerebrals directament als ordinadors o als dispositius. És possible que aquesta tecnologia també s'utilitzi amb persones sanes.
L'estimulació cerebral profunda és un procediment quirúrgic neurològic que s'utilitza amb finalitats terapèutiques. Aquest procés ha ajudat a tractar pacients amb diagnòstic de malaltia de Parkinson,Alzheimer, síndrome de Tourette, epilèpsia, mals de cap crònics i trastorns mentals. Després que el pacient estigui inconscient, s'implanta mitjançant anestèsia, marcapassos o elèctrodes cerebrals a la regió del cervell on hi ha la causa de la malaltia. A continuació, la regió del cervell és estimulada per esclats de corrent elèctric per interrompre l’aparició de convulsions. Com tots els procediments invasius, l'estimulació cerebral profunda pot suposar un risc més gran per al pacient. No obstant això, hi ha hagut més millores en els darrers anys amb l'estimulació cerebral profunda que qualsevol tractament farmacològic disponible.
Els implants de retina són una altra forma de ciborgització en medicina. La darrera teoria sobre l'estimulació retiniana, per restablir la visió a les persones que pateixen de retinosi pigmentària i la pèrdua de visió a causa de l'envelliment (condicions en què les persones tenen un nombre anormalment baix de cèl·lules ganglionàries), es tracta d'un l’implant de retina i l'estimulació elèctrica actuarien com a substitut de les cèl·lules ganglionars (cèl·lules que connecten l'ull amb el cervell). Tot i que encara s'està treballant per perfeccionar aquesta tecnologia, ja hi ha hagut grans avenços en l’ús de l'estimulació electrònica de la retina per permetre a l’ull percebre patrons de llum. El subjecte porta una càmera especialitzada, com ara als marcs de les ulleres, que converteix la imatge en un patró d’estimulació elèctrica. Un xip situat a l'ull de l'usuari estimularia elèctricament la retina amb aquest patró excitant certes terminacions nervioses que transmeten la imatge als centres òptics del cervell i la imatge apareixeria a l'usuari. Si els avenços tecnològics es produeixen tal com estava previst, aquesta tecnologia pot ser utilitzada per milers de persones cegues i restablir la visió a la majoria d'elles.
Un article publicat a Nature Materials el 2012 informava d’una investigació sobre els "teixits cyborg" (teixits humans dissenyats amb malla tridimensional incrustada de cables a nanoescala), amb possibles implicacions mèdiques.
El 2014, investigadors de la Universitat d’Illinois a Urbana – Champaign i de la Universitat de Washington a St. Louis van desenvolupar un dispositiu que permetia que el cor bategés sense parar. Mitjançant la impressió 3D i el modelatge per ordinador, aquests científics van desenvolupar una membrana electrònica que podria substituir amb èxit els marcapassos. El dispositiu utilitza una "xarxa d'aranyes de sensors i elèctrodes" per controlar i mantenir una freqüència cardíaca normal amb estímuls elèctrics. A diferència dels marcapassos tradicionals que són similars de pacient a pacient, el guant elàstic per al cor es fa personalitzat mitjançant la tecnologia d'imatges d'alta resolució. El primer prototip es va crear per adaptar-se al cor d’un conill, operant l’òrgan en una solució rica en oxigen i nutrients. El material i els circuits estirables de l’aparell van ser construïts per primera vegada pel professor John A. Rogers en què els elèctrodes es disposen en forma de s per permetre’ls expandir-se i doblegar-se sense trencar-se. Tot i que actualment el dispositiu només s'utilitza com a eina d’investigació per estudiar els canvis en la freqüència cardíaca, en el futur la membrana pot servir de protecció contra els atacs cardíacs.
El pàncrees artificial és un substitut de la manca de producció d'insulina endògena, sobretot en la diabetis tipus 1. Els sistemes disponibles actualment combinen un monitor continu de glucosa amb una bomba d’insulina que es pot controlar a distància, formant un bucle de control que ajusta automàticament la dosi d’insulina en funció del nivell actual de glucosa en sang. Exemples de sistemes comercials que implementen aquest bucle de control són el MiniMed 670g de Medtronic i el t: slim x2 de Tandem Diabetes Care. També existeixen tecnologies de pàncrees artificial fetes per tu mateix, tot i que no estan verificades ni aprovades per cap organisme regulador. Les properes tecnologies de pàncrees artificial de nova generació inclouen infusió automàtica de glucagó a més d’insulina, per ajudar a prevenir la hipoglucèmia i millorar l'eficiència. Un exemple d’aquest sistema bi-hormonal és el Beta Bionics iLet.

### En l'àmbit militar
Investigacions d'organitzacions militars s'han enfocat en la utilització de cíborgs animals amb el propòsit d'una suposada avantatge tàctica. DARPA ha anunciat el seu interès en el desenvolupament de "insectes cíborg" per transmetre informació a través de sensors implantats en l'insecte durant l'etapa de pupa. El moviment es controla des d'un sistema microelectromecánics (MEMS) i que possiblement podria ser capaç d'examinar l'entorn o detectar explosius i gas. Al seu torn, DARPA està desenvolupant un implant neural per controlar el moviment dels taurons. El sentit únic dels taurons podria ser explotat per proporcionar retroalimentació d'informació amb relació a el moviment d'un vaixell enemic o podria revelar la presència d'explosius sota l'aigua.
El 2006, investigadors de la Universitat de Cornell van inventar un nou procediment quirúrgic per implantar estructures artificials en insectesdurant el seu desenvolupament metamòrfic. Els primers insectes cíborgs, arnes amb electrònica integrada al tòrax, van ser demostrats pels mateixos investigadors. L’èxit inicial de les tècniques ha donat lloc a un augment de la investigació i a la creació d’un programa anomenat Hybrid-Insect-MEMS, HI-MEMS. El seu objectiu, segons l'Oficina de Tecnologia de Microsistemes de DARPA, és desenvolupar "interfícies màquina-insecte estretament acoblades mitjançant la col·locació de sistemes micro-mecànics a l'interior dels insectes durant les primeres etapes de la metamorfosi". Recentment s'ha intentat l’ús d’implants neuronals amb èxit a les paneroles. Aplicaren elèctrodes quirúrgicament a l’insecte, que un humà controlava remotament. Els resultats, tot i que de vegades diferents, van demostrar bàsicament que la panerola podia ser controlada pels impulsos que rebia a través dels elèctrodes. DARPA està finançant aquesta investigació a causa de les seves òbvies aplicacions beneficioses per als militars i altres àrees.
El 2009 a la conferència de sistemes mecànics microelectrònics (MEMS) de l'Institut d’Enginyers Elèctrics i Electrònics (IEEE) a Itàlia, els investigadors van demostrar el primer cíborg volador “sense fils” d’escarabat volador. Els enginyers de la Universitat de Califòrnia a Berkeley han estat pioners en el disseny d'un "escarabat teledirigit", finançat pel Programa DARPA HI-MEMS. Les proves documentades d'això es poden veure aquí. Això va ser seguit més tard aquell mateix any per la demostració del control sense fils d'una arna-cyborg "assistida per ascensor".
Finalment els investigadors planegen desenvolupar HI-MEMS per a libèl·lules, abelles, rates i coloms. Perquè l'error cibernètic HI-MEMS es consideri un èxit, ha de volar 100 metres (330 peus) des d’un punt de partida, guiat per ordinador cap a un aterratge controlat a menys de 5 metres (16 peus) d’un punt final específic. Un cop aterrat, l'error cibernètic ha de romandre al seu lloc.
El 2020 un article publicat a Science Robotics per investigadors de la Universitat de Washington informava d’una càmera sense fils orientable mecànicament connectada als escarabats. Es van connectar càmeres en miniatura amb un pes de 248 mg a escarabats vius dels gèneres Tenebrionid Asbolus i Eleodes. La càmera emetia vídeo sense fils a un telèfon intel·ligent mitjançant Bluetooth durant fins a 6 hores i l'usuari podia dirigir la càmera de manera remota per obtenir una visió d'error.

### En esports
El 2016 es van celebrar les primeres olimpíades cíborg a Zuric, Suïssa. Cybathlon 2016 van ser els primers jocs olímpics per als cyborgs i la primera celebració mundial i oficial dels esports cíborgs. En aquest esdeveniment, 16 equips de persones amb discapacitat van utilitzar els desenvolupaments tecnològics per convertir-se en atletes cíborg. Hi va haver sis esdeveniments diferents i els seus competidors van utilitzar i controlar tecnologies avançades com ara cames i braços protètics, exoesquelets robòtics, bicicletes i cadires de rodes motoritzades.
Si per una banda, això ja era una millora notable, ja que permetia competir a les persones amb discapacitat i mostrava les diverses millores tecnològiques que ja marquen la diferència, per altra banda, demostrava que encara queda molt per recórrer. Per exemple, la cursa d'exoesquelet encara requeria que els participants s'aixequessin d’una cadira i s'asseguessin, navegessin per un eslàlom i altres activitats senzilles, com caminar per sobre de pedres escalonades i pujar i baixar. Malgrat la senzillesa d’aquestes activitats, vuit dels 16 equips que van participar en l'esdeveniment es van retirar abans de començar.
Tot i això, un dels objectius principals d’aquest esdeveniment i activitats tan senzilles és mostrar com les millores tecnològiques i les pròtesis avançades poden marcar la diferència en la vida de les persones. Malauradament el Cybathlon del 2020 no es va poder celebrar a causa de la pandèmia del coronavirus.

### En art
El concepte de cíborg és normalment associat amb ciència-ficció. No obstant això, molts artistes han intentat crear una consciència pública d'organismes cibernètics; des de pintures fins a instal·lacions. Alguns artistes destacats d'aquest treballs són Neil Harbisson, Moon Ribas, Patricia Piccinini, Steve Mann, Orlan H.R. Giger, Lee Bul, Wafaa Bilal, Tim Hawkinson i Stelarc.
Stelarc és un artista de performance que ha sondejat visualment i amplificat acústicament el seu cos. Utilitza instruments mèdics, pròtesis, robòtica, sistemes de realitat virtual, Internet i biotecnologia per explorar interfícies alternatives, íntimes i involuntàries amb el cos. Ha realitzat tres pel·lícules a l'interior del cos i ha actuat amb una tercera mà i un braç virtual. Entre 1976 i 1988 va completar 25 actuacions de suspensió corporal amb ganxos a la pell. Per a "Tercera orella", va construir quirúrgicament una orella addicional dins del braç que estava habilitada per Internet, cosa que el convertia en un òrgan acústic accessible per a persones d'altres llocs.
Tim Hawkinson promou la idea que els cossos i les màquines s'uneixen com un sol, on les característiques humanes es combinen amb la tecnologia per crear el Cyborg. La peça Emoter de Hawkinson presentava com la societat de l'actualitat depèn de la tecnologia.
Wafaa Bilal és un artista de performance iraquià-nord-americà que tenia una petita càmera digital de 10 megapíxels implantada quirúrgicament a la part posterior del cap, en el marc d'un projecte titulat 3rd I. Durant un any, a partir del 15 de desembre de 2010, es captura una imatge cada minut les 24 hores del dia i es transmet en directe a www.3rdi.me i al Mathaf: Museu Àrab d’Art Modern. El lloc també mostra la ubicació de Bilal mitjançant GPS. Bilal diu que la raó per la qual va posar la càmera a la part posterior del cap va ser fer una "declaració al·legòrica sobre les coses que no veiem i deixem enrere". Com a professor a NYU, aquest projecte ha augmentat la privadesa problemes, per la qual cosa s'ha demanat a Bilal que s'asseguri que la seva càmera no faci fotografies als edificis de la Universitat de Nova York.
Scott Draves és un artista generatiu el treball del qual es descriu explícitament com una "ment cyborg". El seu projecte Electric Sheep genera art abstracte combinant el treball de molts ordinadors i persones a través d'Internet.
Les màquines són cada vegada més omnipresents en el procés artístic, amb quaderns de dibuix computats reemplaçant a la ploma i el paper, i caixes de ritme tornant-se tan populars com els bateristes humans. Això és potser el més notable en l'art i música generatius. Compositors com Brian Eno s'han desenvolupat i utilitzat programari capaç de construir partitures completes amb tan sols una mica de paràmetres matemàtics bàsics.

#### Els artistes com a cíborgs

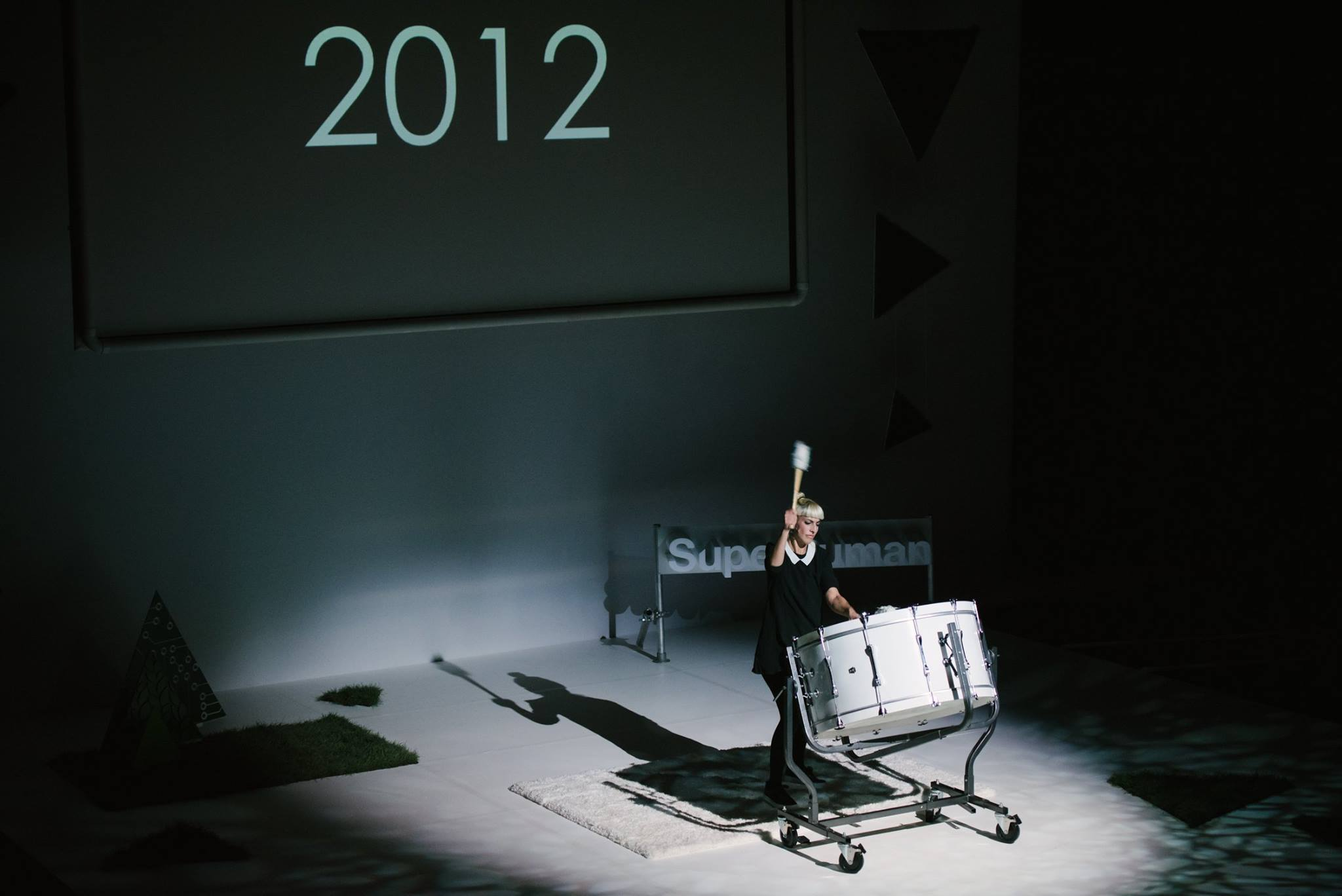
L'artista cíborg Moon Ribas realitzant percussions sísmiques

Els artistes han explorat el terme cíborg des d’una perspectiva que implica la imaginació. Alguns treballen per fer evident una idea abstracta de la unió tecnològica i humana-corporal a la realitat en una forma d’art que utilitza diferents suports, des d’escultures i dibuixos fins a representacions digitals. Els artistes que busquen fer realitat les fantasies basades en els cyborg sovint es diuen artistes cyborg o poden considerar que les seves obres d'art són "cyborg". La manera com un artista o la seva obra es pot considerar cyborg variarà en funció de la flexibilitat de l'intèrpret amb el terme.
Els estudiosos que es basen en una descripció tècnica i estricta d’un cíborg, sovint seguint la teoria cibernètica de Norbert Wiener i el primer ús del terme de Manfred E. Clynes i Nathan S. Kline, argumentarien que la majoria d’artistes de cíborg no es qualifiquen per ser considerats cíborgs. Els estudiosos que consideren una descripció més flexible dels ciborgs poden argumentar que incorpora més que la cibernètica. Altres poden parlar de definir subcategories, o tipus de cíborg especialitzats, que qualifiquen diferents nivells de cyborg en què la tecnologia influeix en un individu. Això pot anar des que els instruments tecnològics siguin externs, temporals i extraïbles fins que estiguin totalment integrats i permanents. Tot i això, els artistes cíborg són artistes. En ser així, es pot esperar que incorporin la idea de cíborg en lloc d'una representació tècnica i estricta del terme, veient com el seu treball de vegades gira entorn d'altres propòsits fora del ciborgisme.

#### L'art ciborg
L'art ciborg és un moviment artístic que va començar els anys 2000 a la Gran Bretanya. Es basa en la creació i addició de nous sentits al cos humà via implants cibernètics i en la creació d'obres artístiques a través de nous sentits.
Les obres d'art ciborg estan creades per artistes ciborg; artistes els sentits dels quals han estat voluntàriament modificats o afegits a través d'implants cibernètics. Entre els primers artistes del moviment hi ha Neil Harbisson, que pot percebre ultravioletes i infrarojos a través d'una antena implantada al cap, i Moon Ribas que pot percebre terratrèmols i llunatrèmols a través d'implants dins els seus peus. Manel De Aguas, amb implants que li permeten percebre amb precisió les propietats del clima: nivells de pressió, temperatura i humitat. Joe Dekni, amb implants a les galtes que li permeten ecolocalitzar-se mitjançant sensors infrarojos. Pau Prats - creador d'un sistema que li permet percebre els nivells de ultravioleta que arriben a la seva pell.Alex Garcia, amb un sensor al pit que li permet percebre els nivells de qualitat de l'are del seu voltant. Kai Landre - músic amb el sentit de rajos còsmics compost per dos implants per a poder escoltar les partícules provinents de l'espai.

### Modificació corporal
De la mateixa manera que una tecnologia mèdica es converteix en una ciència més avançada, algunes tècniques i innovacions han estat adoptades per la comunitat de modificació de el cos. Si bé encara no són cíborgs, en la definició de Manfred Clynes i Nathan Kline, els desenvolupaments tecnològics com la seda electrònica de silici implantable, i codis QR s'han anat acostant a la connexió entre la tecnologia i el cos humà. Tecnologies hipotètiques com la de les interfícies de tatuatges digitals podrien barrejar l'estètica de modificació de el cos amb la interactivitat i funcionalitat, brindant una manera de vida transhumanista a la realitat actual.
A més, és bastant plausible que es manifesti l'expressió d’ansietat. Les persones poden experimentar sentiments de por i nerviosisme abans de la implantació. Amb aquesta finalitat, els individus també poden encarnar sentiments de malestar, particularment en un entorn socialitzat, a causa del seu cos postoperatori, tecnològicament augmentat, i la desconeguda mútua de la inserció mecànica. Les ansietats poden estar relacionades amb nocions d’alteritat o identitat cibernètica.

### A l'espai
Enviar humans a l'espai és una tasca perillosa en què la implementació de diverses tecnologies de cíborg es podria utilitzar en el futur per mitigar els riscos. Stephen Hawking, un reconegut físic, va afirmar que "la vida a la Terra corre el risc cada vegada més gran de ser destruïda per un desastre com l'escalfament global sobtat, la guerra nuclear ... Crec que la raça humana no té futur si no ho fa vés a l'espai ".
Les dificultats associades als viatges espacials podrien significar que podrien passar segles abans que els humans es convertissin en una espècie de diversos planetes. Un dels principals problemes de l'exploració espacial és la necessitat biològica d’oxigen. Si aquesta necessitat fos eliminada de l'equació, l'exploració espacial es revolucionaria. Una teoria proposada per Manfred E. Clynes i Nathan S. Kline té com a objectiu abordar aquest problema. Els dos científics van teoritzar que l'ús d'una pila de combustible inversa que sigui "capaç de reduir el CO2 als seus components amb l'eliminació del carboni i la recirculació de l'oxigen ..." podria fer innecessària la respiració.
Un altre tema destacat és l'exposició a la radiació. Anualment, la mitjana humana a la terra està exposada a aproximadament 0,30 rem de radiació, mentre que un astronauta a bord de l'Estació Espacial Internacional durant 90 dies està exposada a 9 rem. Per abordar el problema, Clynes i Kline van teoritzar un ciborg que contenia un sensor que detectaria els nivells de radiació i una bomba osmòtica de Rose "que injectaria automàticament productes farmacèutics protectors en dosis adequades". Els experiments injectant aquests medicaments protectors en micos han demostrat resultats positius en l’augment de la resistència a la radiació.
Tot i que els efectes del vol espacial sobre el nostre cos són un tema important, l’avenç de la tecnologia de propulsió és igual d’important. Amb la nostra tecnologia actual, trigaríem uns 260 dies a arribar a Mart. Un estudi recolzat per la NASA proposa una manera interessant d’abordar aquest problema a través del son profund o el torpor. Amb aquesta tècnica, "reduiria les funcions metabòliques dels astronautes amb els procediments mèdics existents". Fins ara els experiments només han provocat que els pacients estiguessin en estat corporal durant una setmana. Els avenços per permetre estats més llargs de son profund, reduirien el cost del viatge a Mart, com a conseqüència de la reducció del consum de recursos dels astronautes.

### A la ciència cognitiva
Teòrics com Andy Clark suggereixen que les interaccions entre humans i tecnologia donen lloc a la creació d’un sistema de cíborg. En aquest model, el "cyborg" es defineix com una part biològica, una part del sistema mecànic que resulta en l'augment del component biològic i la creació d'un tot més complex. Clark argumenta que aquesta definició ampliada és necessària per entendre la cognició humana. Suggereix que qualsevol eina que s'utilitzi per descarregar part d'un procés cognitiu es pot considerar el component mecànic d'un sistema ciborg. Els exemples d’aquest sistema de ciborg humà i tecnològic poden ser de molt baixa tecnologia i simplistes, com ara fer servir una calculadora per realitzar operacions matemàtiques bàsiques o llapis i paper per fer notes o tan alta tecnologia com fer servir un ordinador personal o un telèfon. Segons Clark, aquestes interaccions entre una persona i una forma de tecnologia integren aquesta tecnologia en el procés cognitiu d’una manera anàloga a la forma en què una tecnologia que s'adapta al concepte tradicional d’augment de ciborg s'integra amb el seu hoste biològic. Com que tots els éssers humans d’alguna manera utilitzen la tecnologia per augmentar els seus processos cognitius, Clark arriba a la conclusió que som "ciborgs de naturalesa".

## Investigacions

### Estat ciborg
El 2004, l'artista britànic Neil Harbisson, va cocrear i es va instal·lar un eyeborg al cap per poder escoltar els colors que l'envoltaven. El mateix any, el govern britànic li va prohibir renovar el seu passaport britànic pel fet de portar un aparell electrònic al cap. Harbisson va començar una campanya per defensar els seus drets com a ciborg i va justificar que l'ull electrònic no és un aparell electrònic sinó part del seu cos i extensió dels seus sentits. Després de setmanes amb correspondències, incloent cartes de la seva universitat i del seu doctor, el seu ull electrònic va ser finalment acceptat com a part del seu cos i la seva foto amb el eyeborg inclosa en el pasaport.

### Cyborg Foundation
El 2010, la Cyborg Foundation es va convertir en la primera organització internacional del món dedicada a ajudar els humans a convertir-se en cyborgs. La fundació va ser creada pel ciborg Neil Harbisson i Moon Ribas com a resposta al creixent nombre de cartes i correus electrònics rebuts de persones de tot el món interessades a convertir-se en un ciborg.
Els objectius principals de la fundació són ampliar els sentits i les capacitats humanes creant i aplicant extensions cibernètiques al cos, per promoure l’ús de la cibernètica en esdeveniments culturals i defensar els drets dels ciborgs.
El 2010, la fundació, amb seu a Mataró (Barcelona), va ser la guanyadora general dels Premis Cre@tic, organitzats pel Tecnocampus Mataró.
El 2012, el director de cinema espanyol Rafel Duran Torrent, va crear un curtmetratge sobre la Fundació Cyborg. El 2013, la pel·lícula va guanyar el Gran Premi del Jurat al Concurs Focus Forward Filmmakers del Festival de Sundance i va ser guardonada amb 100.000 dòlars EUA.

## Ciborgs en la ficció i la cultura popular
Els ciborgs s'han convertit en una part molt coneguda de la literatura de ciència-ficció i altres mitjans de comunicació. Tot i que molts d’aquests personatges poden ser tècnicament androides, se’ls sol anomenar ciborgs.
En ciència-ficció, la interpretació més recognoscible d’un ciborg és un ésser humà amb parts visiblement mecàniques, com el superheroi Cyborg de DC Comics o el Borg (Star Trek). Però també es pot retratar els ciborgs com si fossin més semblants a robots o més com a humans normals. Els ciborgs poden aparèixer com a robots humanoides, com ara Robotman de Doom Patrol de DC o els Cybermen de Doctor Who, o poden aparèixer com a robots no humanoides, com els Daleks de Doctor Who o alguns dels jugadors de Motorball de Battle Angel Alita. Els ciborgs que apareixen més humans poden tapar les seves parts mecàniques amb armadures o roba, com ara Darth Vader de Star Wars o Misty Knight de Marvel Comics. Els ciborgs poden fins i tot tenir parts o cossos mecànics que semblen humans. L’home dels sis milions de dòlars i la dona biònica tenien parts biòniques que semblaven les parts del cos que van substituir. Motoko Kusanagi, de Ghost in the Shell, és un ciborgs de cos sencer, el cos del qual sembla humà. En els exemples esmentats, així com en molts altres, és habitual que els ciborgs tinguin habilitats físiques o mentals més enllà del que són capaços els humans. Poden tenir una gran força, uns sentits millorats, un cervell assistit per ordinador o armament incorporat.
Personatges jugables com Kano, Jax, Cyrax i Sektor de la franquícia Mortal Kombat, així com Genji, un ninja ciborg avançat, que apareix a Overwatch i Heroes of the Storm, són exemples de ciborgs als videojocs. La sèrie de videojocs Deus Ex tracta àmpliament de l’augment proper del futur dels ciborgs i de la seva propietat corporativa, igual que la sèrie Syndicate.
A Neuromancer de William Gibson apareix una de les primeres ciborgs femenines, una "Razorgirl" anomenada Molly Millions, que té modificacions cibernètiques extenses i és un dels personatges ciberpunk més prolífics del cànon de ciència-ficció.
El ciborgs també va ser una part central del vídeo de 48 minuts de la cantant Janelle Monáe corresponent al llançament del seu àlbum "Dirty Computer" del 2018. Aquest quadre d’emocions entrellaça la relació entre l’ésser humà i la tecnologia, posant en relleu el poder del digital en una societat distòpica i futurista. Monáe s'ha referit prèviament a si mateixa com a androide, representant-se a si mateixa com un organisme mecànic que sovint s'ajusta als estàndards idealistes, utilitzant així el ciborg com una manera de desprendre's d'aquestes estructures opressives.

## El futur abast i regulació de les tecnologies implantables
A causa de l'actual tècnic dels dispositius sensorials / telemètrics implantables, aquests dispositius es proliferaran molt i tindran connexions a xarxes comercials, mèdiques i governamentals. Per exemple, al sector mèdic, els pacients podran iniciar sessió al seu ordinador de casa i, així, visitar consultes mèdiques virtuals, bases de dades mèdiques i rebre pronòstics mèdics des de la comoditat de casa seva a partir de les dades recollides a través dels seus dispositius telemètrics implantats. Tanmateix, aquesta xarxa en línia presenta grans preocupacions de seguretat perquè diverses universitats dels Estats Units han demostrat que els pirates informàtics podrien accedir a aquestes xarxes i tancar la pròtesi electrònica de la gent.
Aquest tipus de tecnologies ja estan presents als Estats Units com a empresa a River Falls, Wisconsin, anomenada Three Square Market, associada amb una empresa sueca anomenada Biohacks Technology per implantar microxips RFID en mans dels seus empleats (que són aproximadament de la mida d’un gra d’arròs que permeten als empleats accedir a oficines, ordinadors i fins i tot màquines expenedores. Més de 50 de les empreses, 85 empleats, van ser estripades. Es va confirmar que l'empresa Food and Drug Administration dels Estats Units va aprovar aquestes implantacions. Si es volen proliferar aquests dispositius a la societat, llavors la pregunta a la qual cal demanar resposta és quina agència reguladora supervisarà les operacions, la supervisió i la seguretat d’aquests dispositius? Segons aquest estudi de cas de Three Square Market, sembla que la FDA assumeix el paper de regular i controlar aquests dispositius. Així doncs, s'ha argumentat que cal desenvolupar un nou marc regulador perquè la llei mantingui el ritme de l'evolució de les tecnologies implantables.
Des del segle xix els éssers humans han fantasejat amb la idea del reemplaçament d'algunes part del cos humà per substituts mecànics que funcionarien com a robots. Un exemple és la sèrie de televisió La dona biònica, emesa en català a Tv3, a la qual una dona que havia patit un accident, va sotmetre a diverses operacions quirúrgiques per a reemplaçar-li cames, braços i alguna funció biològica per mecanismes dirigits directament pel cervell.
Al segle xxi, van començar a produir-se els primers avenços tecnològics per a facilitar la vida de les persones. En les últimes dècades s'han registrat grans avenços en l'àmbit de les pròtesis de tant en membres superiors com inferiors. Això ha permès que cada vegada les pròtesis s'assemblin més a les extremitats que intenten reemplaçar i avui puguem parlar de pròtesis robòtiques o biòniques. Hugh Herr -director de el grup de recerca de biomechatronics de MIT Media LAB- va explicar en una entrevista que hi ha hagut tres eres en la tecnologia per a pròtesis d'extremitats: la primera està marcada pel peu de fusta SACH (Solid Ankle Cushion Heel) desenvolupat a la dècada dels cinquanta que oferia molt poca mobilitat lateral. La segona va començar als vuitanta amb la introducció de l'ús de la fibra de grafit que permetia als seus usuaris saltar, caminar i córrer. Amb aquesta tecnologia van néixer les Flex Foot Cheetah blade, que avui en dia es fabriquen en fibra de carboni i que han estat adoptades pels corredors paralímpics. La tercera era és la de la robòtica i biònica amb sistemes que emulen els músculs i tendons i lliuren més energia de la que absorbeixen. L'any 2011 l'empresa islandesa Össur va introduir en el món la primera cama biònica completa: la Symbionic Leg, que compta amb sensors que monitoritzen el pes, el moviment i la força, mentre micro controladors processen aquesta informació.
La Universitat Johns Hopkins (a Maryland, Estats Units) va donar un gran salt al crear un braç robòtic amb 26 articulacions que és controlat per la ment de la persona, tal qual un de carn i ossos. Això ho van aconseguir re dirigint els nervis de la mà que ja no existeix i situant sensors en la pell capaços de captar els senyals enviades pel cervell per traduir-les a el braç robòtic. En l'actualitat les investigacions apunten a desenvolupar una tecnologia que permeti dotar de el sentit de el tacte a les pròtesis de mans. Enginyers de la Universitat de Washington (a St Louis, Estats Units) van rebre fons per tres anys de l'Agència DARPA (Defense Advanced Research Projects Agency) per testejar un dispositiu que estimularia els nervis de el braç per sentir a través de la pròtesi i enviar les senyals a el cervell. Una pròtesi capaç de sentir lliurarà als seus usuaris un major control, per exemple per saber què tan fort han de sostenir un objecte i podran adonar-se si se'ls està relliscant de la mà.
Grans avenços que, lamentablement, es tradueixen en grans costos i als quals una persona mitjana no podrà accedir a menys que disposi d’aquesta quantitat de diners. No obstant això, hi ha una tecnologia que està obrint les portes a un nombre més gran de persones gràcies als seus valors més reduïts: la impressió 3D.
Alguns científics i tecnòlegs coneguts han expressat la seva preocupació que els robots puguin agafar a tot el món. De manera més general, hi ha la preocupació que els robots es facin càrrec dels llocs de treball humans i se'n vagin milers de milions de persones que pateixen atur de llarga durada. Tot i això, aquestes preocupacions no es tenen en compte el potencial dels éssers humans per millorar les seves capacitats naturals amb les tecnologies del cos i, per tant, esdevinguem cíborgs amb capacitats superiors als robots. Els tipus de ciborg inclouen: humans éssers amb implants biomèdics produïts en massa; éssers humans amb un cos imaginari massiu hacks; i éssers humans amb insidebles personalitzats en massa.